# Китайско-швейцарские отношения
Китайско-швейцарские отношения — двусторонние дипломатические отношения между Китаем и Швейцарией, которые были установлены 17 января 1950 года.

## История
В конце XVIII века начались торговые контакты между Швейцарией и Китаем. После Синьхайской революции в начале XX века китайско-швейцарские экономические отношения ухудшились из-за японской гегемонии в материковом Китае и сближения Швейцарии с европейскими колониальными державами. После окончания Второй мировой войны отношения между Швейцарией и Китаем нормализовались.

## Торговля
В начале 1980-х годов торговые отношения между странами стали испытывать устойчивый рост после экономических реформ Дэн Сяопина. Объём товарооборота растёт в среднем на 20-30 % ежегодно. В 2007 году швейцарский экспорт в Китай оценивался в 5,36 миллиардов долларов США. Китай в настоящее время является главным торговым партнером Швейцарии в Азии, опередив Японию. Швейцарские фирмы охотно инвестируют средства в экономику Китая. Около 300 швейцарских фирм с более чем 700 филиалами, представлены в Китае с общей численностью сотрудников в 55 000 человек. Китайские фирмы имеют небольшое, но растущее влияние в Швейцарии. Китайские фирмы в Швейцарии выпускают текстиль и обувь, а также фармацевтические препараты, высокотехнологичные детали и средства телекоммуникации.
В мае 2013 года во время своего официального визита в Швейцарию премьер-министр Китая Ли Кэцян подписал соглашение о свободной торговле между двумя странами на сумму более 26 млрд долларов США. Прямой экспорт из Швейцарии в Китай благодаря этой сделке составит сумму в 22,8 млрд долларов.

## Экономические отношения

Экспорт Китая в Швейцарию
Экспорт Швейцарии в Китай